# 勝本圭一郎
勝本 圭一郎（、1902年2月9日 - 1971年5月）は、日本の俳優。本名：勝田 一郎。

## 人物
東宝の専属俳優として、ジャンルを問わず多くの作品に出演。八の字型の眉毛が特徴だが、地味な役どころが多い。
英語が得意で、1957年にはコロムビア映画『戦場にかける橋』で早川雪洲、ヘンリー大川と共に日本軍人を演じた。
妻は長唄師の杵屋佐清、息子に長唄師の芳村伊十平がいる。

## 主な出演作品

### 映画
- 或る夜の殿様（1946年 衣笠貞之助監督） - 巡査前田
- 第二の人生（1948年 関川秀雄監督） - 社会実業家
- 面影（1948年 五所平之助監督） - 運転手
- また逢う日まで（1950年 今井正監督） - 軍医
- 生きる（1952年 黒澤明監督） - 公園課員
- 金さん捕物帖 謎の人形師（1953年 中川信夫監督） - 久兵衛
- 天晴れ一番手柄 青春銭形平次（1953年 市川崑監督） - 丁字屋主人
- 太平洋の鷲（1953年 本多猪四郎監督） - 商人[要出典]
- ゴジラシリーズ
  - ゴジラ（1954年 本多猪四郎監督） - 国会議員[4][6][注釈 1]
  - キングコング対ゴジラ（1962年 本多猪四郎監督） - ファロ島民[要出典][注釈 1]
  - モスラ対ゴジラ（1964年 本多猪四郎監督） - インファント島民[4]、名古屋の通行人[要出典][注釈 1]
  - 三大怪獣 地球最大の決戦（1964年 本多猪四郎監督） - 村人[1]
  - 怪獣総進撃（1968年 本多猪四郎監督） - 統合防衛司令部将校、記者[要出典][注釈 1]
- 結婚期（1954年 井上梅次監督） - 藤山課長
- 透明人間（1954年 小田基義監督） - 平和荘の管理人[7]
- 獣人雪男（1955年 本多猪四郎監督） - 村落の男E[8]
- おえんさん（1955年 本多猪四郎監督） - 荷受人
- 夫婦善哉（1955年 豊田四郎監督） - 関東煮の客
- 宮本武蔵 完結篇 決闘巌流島（1956年 稲垣浩監督） - 角屋の亭主甚内
- 東京の人さようなら（1956年 本多猪四郎監督） - 神官
- ある女の場合（1956年 瑞穂春海監督） - 支配人菅原
- 女囚と共に（1956年 久松静児監督） - 佐藤院長
- 哀愁の街に霧が降る（1956年 日高繁明監督） - 医者
- 空の大怪獣 ラドン（1956年 本多猪四郎監督） - 炭坑職員[6]
- 夜の鴎（1957年 佐分利信監督） - 焼鳥屋
- 東北の神武たち（1957年 市川崑監督） - 勝の父っさん
- 戦場にかける橋（1957年 デヴィッド・リーン監督） - 三浦中尉
- 地球防衛軍（1957年 本多猪四郎監督） - 私服の刑事[要出典][注釈 1]
- 大怪獣バラン（1958年 本多猪四郎監督） - 防衛隊小隊長[9][注釈 2]
- 変身人間シリーズ
  - 美女と液体人間（1958年　本多猪四郎監督） - 「ホムラ」の客、対策会議出席者[要出典][注釈 1]
  - 電送人間（1960年 福田純監督） - キャバレーの客[要出典][注釈 1]
- 裸の大将（1958年 堀川弘通監督） - 真岡町の男[注釈 1]
- 野獣死すべし（1959年、須川栄三） - 大学の警備員、スナックの客
- 宇宙大戦争（1959年 本多猪四郎監督） - 技師、会議出席者[要出典][注釈 1]
- 日本誕生（1959年 稲垣浩監督） - 大和国の民[要出典][注釈 1]
- ハワイ・ミッドウェイ大海空戦 太平洋の嵐（1960年 松林宗恵監督） - 在郷軍人[要出典]
- 女が階段を上る時（1960年 成瀬巳喜男監督） - バーの客[注釈 1]
- 世界大戦争（1961年 松林宗恵監督） - 近所の人[10]
- 妖星ゴラス（1962年 本多猪四郎監督） - 政府関係者[要出典][注釈 1]
- 忠臣蔵 花の巻・雪の巻（1962年 稲垣宏監督） - 関久和
- 太平洋の翼（1963年 松林宗恵監督） - 木根川町の避難民[要出典][注釈 1]
- クレージー映画
  - 香港クレージー作戦（1963年 杉江敏男監督） - ショーの観客
  - 無責任遊侠伝（1964年 杉江敏男監督） - カジノの客
  - 日本一のゴリガン男（1966年 古澤憲吾監督） - 檀家総代
  - クレージーだよ奇想天外（1966年 坪島孝監督） - 政府委員[注釈 1]
  - 日本一の裏切り男（1968年 須川栄三監督） - 代議士
  - クレージーの大爆発（1969年 古澤憲吾監督） - 参一銀行支店長[注釈 1]
  - 日本一のヤクザ男（1970年 古澤憲吾監督） - 寺男
- 乱れる（1964年 成瀬巳喜男監督） - 温泉場の番頭
- ああ爆弾（1964年 岡本喜八監督） - 電光掲示板の見物人、パーティーの客 [注釈 1]
- 君も出世ができる（1964年 須川栄三監督） - 箱根ホテルの客[注釈 1]
- 宇宙大怪獣ドゴラ（1964年 本多猪四郎監督） - 福岡の住民[要出典]、刑事[6] [注釈 1]
- けものみち（1965年 須川栄三監督） - 番頭
- 100発100中（1965年 福田純監督） - 空港の男
- フランケンシュタイン対地底怪獣（1966年 本多猪四郎監督） - 記者[要出典][注釈 1]
- じゃじゃ馬ならし（1966年 杉江敏男監督） - 飲み屋のおやじ
- フランケンシュタインの怪獣 サンダ対ガイラ（1966年 本多猪四郎監督） - 羽田空港避難民、海上自衛隊幕僚長[要出典][注釈 1]
- 奇巌城の冒険（1966年 谷口千吉監督） - ペシルの民[注釈 1]
- お嫁においで（1966年 本多猪四郎監督） - タクシーの乗客[注釈 1]
- 続・社長千一夜（1967年 松林宗恵監督） - 観光事業関係者
- キングコングの逆襲（1967年 本多猪四郎監督） - 野次馬[要出典][注釈 1]
- 100発100中 黄金の眼（1968年 福田純監督） - ベイルートの男
- 空想天国（1968年 松森健監督） - サッカーの観客
- 狙撃（1968年、堀川弘通監督） - ショーの観客
- 8.15シリーズ
  - 連合艦隊司令長官 山本五十六（1968年 丸山誠治監督） - 宴席の男[要出典][注釈 1]
  - 日本海大海戦（1969年 丸山誠治監督） - 号外を見る男[要出典][注釈 1]
  - 激動の昭和史 軍閥（1970年 堀川弘通監督） - 近衛内閣・閣僚、号外売り、市民 [注釈 1]

### テレビ
- ウルトラQ（1966年）
  - 第1話「ゴメスを倒せ!」：学者[6]
  - 第12話「鳥を見た」：漁師（船発見者）
- 青春とはなんだ 第32話「エレキで助けろ」（1966年）：森山町の住人[注釈 1]
- 昔三九郎 第1話「お命頂戴仕る」（1968年）